# Volta Ciclista a Catalunya 1975
La Volta Ciclista a Catalunya 1975, cinquantacinquesima edizione della corsa maschile di ciclismo su strada, si svolse in sette tappe, la prima e l'ultima suddivise in 2 semitappe, precedute da un prologo, dal 3 al 10 settembre 1975, per un percorso totale di 1211,0 km, con partenza da Santa Coloma de Gramenet e arrivo a Terrassa. La vittoria fu appannaggio dell'italiano Fausto Bertoglio, che completò il percorso in 34h18'01", precedendo il francese Michel Laurent e il portoghese José Martins. 
I corridori che partirono da Santa Coloma de Gramenet furono 56, mentre coloro che tagliarono il traguardo di Terrassa furono 50.

## Tappe
| Tappa  | Data         | Percorso                                                 | km     | Vincitore di tappa | Leader cl. generale |
| ------ | ------------ | -------------------------------------------------------- | ------ | ------------------ | ------------------- |
| Pr.    | 3 settembre  | Circuito di Santa Coloma de Gramenet (cron. individuale) | 2,3    | Domingo Perurena   | Domingo Perurena    |
| 1ª-1   | 4 settembre  | Santa Coloma de Gramenet > Barcellona                    | 70,0   | Domingo Perurena   | Domingo Perurena    |
| 1ª-2   | 4 settembre  | Barcellona > Tarragona                                   | 114,9  | Pierino Gavazzi    | Domingo Perurena    |
| 2ª     | 5 settembre  | Tarragona > Artesa de Segre                              | 157,8  | Eddy Peelman       | Domingo Perurena    |
| 3ª     | 6 settembre  | Artesa de Segre > Camprodon                              | 208,0  | Pierino Gavazzi    | Domingo Perurena    |
| 4ª     | 7 settembre  | Camprodon > Le Barcarès                                  | 156,1  | Eddy Peelman       | Domingo Perurena    |
| 5ª     | 8 settembre  | Le Barcarès > Alt del Mas Nou                            | 198,3  | Giovanni Battaglin | Michel Laurent      |
| 6ª     | 9 settembre  | Castell-Platja d'Aro > Manresa                           | 174,3  | Domingo Perurena   | Michel Laurent      |
| 7ª-1   | 10 settembre | Manresa > Martorell                                      | 105,1  | Pierino Gavazzi    | Michel Laurent      |
| 7ª-2   | 10 settembre | Martorell > Terrassa (cron. individuale)                 | 24,2   | Fausto Bertoglio   | Fausto Bertoglio    |
| Totale | Totale       | Totale                                                   | 1211,0 |                    |                     |

## Dettagli delle tappe

### Prologo
- 3 settembre: Circuito di Santa Coloma de Gramenet – Cronometro individuale – 2,3 km[1]

Risultati
| Pos. | Corridore        | Squadra    | Tempo |
| ---- | ---------------- | ---------- | ----- |
| 1    | Domingo Perurena | KAS        | 3'19" |
| 2    | Jesús Manzaneque | Monteverde | s.t.  |
| 3    | José Luis Viejo  | Super Ser  | a 1"  |

| Pos. | Corridore        | Squadra    | Tempo |
| ---- | ---------------- | ---------- | ----- |
| 1    | Domingo Perurena | KAS        | 3'19" |
| 2    | Jesús Manzaneque | Monteverde | s.t.  |
| 3    | José Luis Viejo  | Super Ser  | a 1"  |

### 1ª tappa, 1ª semitappa
- 4 settembre: Santa Coloma de Gramenet > Barcellona – 70,0 km[2]

Risultati
| Pos. | Corridore        | Squadra    | Tempo    |
| ---- | ---------------- | ---------- | -------- |
| 1    | Domingo Perurena | KAS        | 1h55'35" |
| 2    | Andrés Oliva     | KAS        | s.t.     |
| 3    | Jesús Manzaneque | Monteverde | s.t.     |

### 1ª tappa, 2ª semitappa
- 4 settembre: Barcellona > Tarragona – 114,9 km[3]

Risultati
| Pos. | Corridore         | Squadra   | Tempo    |
| ---- | ----------------- | --------- | -------- |
| 1    | Pierino Gavazzi   | Jollj C.  | 3h12'47" |
| 2    | Eddy Peelman      | Super Ser | s.t.     |
| 3    | Wilfried Wesemael | Miko      | s.t.     |

| Pos. | Corridore        | Squadra    | Tempo    |
| ---- | ---------------- | ---------- | -------- |
| 1    | Domingo Perurena | KAS        | 5h11'41" |
| 2    | Jesús Manzaneque | Monteverde | s.t.     |
| 3    | Pedro Torres     | Super Ser  | a 4"     |

### 2ª tappa
- 5 settembre: Tarragona > Artesa de Segre – 157,8 km[4]

Risultati
| Pos. | Corridore        | Squadra   | Tempo    |
| ---- | ---------------- | --------- | -------- |
| 1    | Eddy Peelman     | Super Ser | 4h33'25" |
| 2    | Pierino Gavazzi  | Jollj C.  | s.t.     |
| 3    | Domingo Perurena | KAS       | s.t.     |

| Pos. | Corridore        | Squadra    | Tempo    |
| ---- | ---------------- | ---------- | -------- |
| 1    | Domingo Perurena | KAS        | 9h45'06" |
| 2    | Jesús Manzaneque | Monteverde | s.t.     |
| 3    | Michel Laurent   | Miko       | a 4"     |

### 3ª tappa
- 6 settembre: Artesa de Segre > Camprodon – 208,0 km[5]

Risultati
| Pos. | Corridore        | Squadra  | Tempo    |
| ---- | ---------------- | -------- | -------- |
| 1    | Pierino Gavazzi  | Jollj C. | 6h01'34" |
| 2    | Domingo Perurena | KAS      | s.t.     |
| 3    | Costantino Conti | Furzi-FT | s.t.     |

| Pos. | Corridore        | Squadra    | Tempo     |
| ---- | ---------------- | ---------- | --------- |
| 1    | Domingo Perurena | KAS        | 15h46'40" |
| 2    | Jesús Manzaneque | Monteverde | s.t.      |
| 3    | Michel Laurent   | Miko       | a 4"      |

### 4ª tappa
- 7 settembre: Camprodon > Le Barcarès – 156,1 km[6]

Risultati
| Pos. | Corridore         | Squadra   | Tempo    |
| ---- | ----------------- | --------- | -------- |
| 1    | Eddy Peelman      | Super Ser | 4h23'21" |
| 2    | Wilfried Wesemael | Miko      | s.t.     |
| 3    | Pierino Gavazzi   | Jollj C.  | s.t.     |

| Pos. | Corridore        | Squadra    | Tempo     |
| ---- | ---------------- | ---------- | --------- |
| 1    | Domingo Perurena | KAS        | 20h10'11" |
| 2    | Jesús Manzaneque | Monteverde | s.t.      |
| 3    | Michel Laurent   | Miko       | a 4"      |

### 5ª tappa
- 8 settembre: Le Barcarès > Alt del Mas Nou – 198,3 km[7]

Risultati
| Pos. | Corridore          | Squadra   | Tempo    |
| ---- | ------------------ | --------- | -------- |
| 1    | Giovanni Battaglin | Super Ser | 5h45'34" |
| 2    | Michel Laurent     | Miko      | a 18"    |
| 3    | Costantino Conti   | Furzi-FT  | a 19"    |

| Pos. | Corridore        | Squadra  | Tempo     |
| ---- | ---------------- | -------- | --------- |
| 1    | Michel Laurent   | Miko     | 25h55'57" |
| 2    | Costantino Conti | Furzi-FT | a 2"      |
| 3    | José Martins     | Coelima  | a 7"      |

### 6ª tappa
- 9 settembre: Castell-Platja d'Aro > Manresa – 174,3 km[8]

Risultati
| Pos. | Corridore        | Squadra  | Tempo    |
| ---- | ---------------- | -------- | -------- |
| 1    | Domingo Perurena | KAS      | 4h54'58" |
| 2    | Costantino Conti | Furzi-FT | s.t.     |
| 3    | Marcello Bergamo | Jollj C. | s.t.     |

| Pos. | Corridore        | Squadra  | Tempo     |
| ---- | ---------------- | -------- | --------- |
| 1    | Michel Laurent   | Miko     | 30h50'55" |
| 2    | Costantino Conti | Furzi-FT | a 2"      |
| 3    | José Martins     | Coelima  | a 7"      |

### 7ª tappa, 1ª semitappa
- 10 settembre: Manresa > Martorell – 105,1 km[9]

Risultati
| Pos. | Corridore        | Squadra   | Tempo    |
| ---- | ---------------- | --------- | -------- |
| 1    | Pierino Gavazzi  | Jollj C.  | 2h49'47" |
| 2    | Domingo Perurena | KAS       | s.t.     |
| 3    | Eddy Peelman     | Super Ser | s.t.     |

### 7ª tappa, 2ª semitappa
- 10 settembre: Martorell > Terrassa – Cronometro individuale – 24,2 km[10]

Risultati
| Pos. | Corridore        | Squadra  | Tempo  |
| ---- | ---------------- | -------- | ------ |
| 1    | Fausto Bertoglio | Jollj C. | 37'00" |
| 2    | Knut Knudsen     | Jollj C. | a 11"  |
| 3    | Michel Laurent   | Miko     | a 32"  |

| Pos. | Corridore        | Squadra  | Tempo     |
| ---- | ---------------- | -------- | --------- |
| 1    | Fausto Bertoglio | Jollj C. | 34h18'01" |
| 2    | Michel Laurent   | Miko     | a 13"     |
| 3    | José Martins     | Coelima  | a 1'13"   |

## Classifiche finali

### Classifica generale
| Pos. | Corridore          | Squadra    | Tempo     |
| ---- | ------------------ | ---------- | --------- |
| 1    | Fausto Bertoglio   | Jollj Cer. | 34h18'01" |
| 2    | Michel Laurent     | Miko       | a 13"     |
| 3    | José Martins       | Coelima    | a 1'13"   |
| 4    | Giovanni Battaglin | Jollj Cer. | a 1'16"   |
| 5    | Domingo Perurena   | KAS        | a 1'31"   |
| 6    | Jesús Manzaneque   | Monteverde | a 2'03"   |
| 7    | Luis Ocaña         | Super Ser  | s.t.      |
| 8    | Pedro Torres       | Super Ser  | a 2'13"   |
| 9    | Costantino Conti   | Furzi-FT   | a 2'20"   |
| 10   | Antonio Menéndez   | KAS        | a 2'40"   |

### Classifica a punti
| Pos. | Corridore        | Squadra        | Punti |
| ---- | ---------------- | -------------- | ----- |
| 1    | Domingo Perurena | KAS            | 54    |
| 2    | Pierino Gavazzi  | Jollj Ceramica | 37    |
| 3    | Costantino Conti | Furzi-FT       | 30    |

### Classifica scalatori
| Pos. | Corridore    | Squadra   | Punti |
| ---- | ------------ | --------- | ----- |
| 1    | Andrés Oliva | KAS       | 42    |
| 2    | José Martins | Coelima   | 25    |
| 3    | Pedro Torres | Super Ser | 25    |

### Classifica sprint
| Pos. | Corridore            | Squadra   | Punti |
| ---- | -------------------- | --------- | ----- |
| 1    | Andrés Oliva         | KAS       | 31    |
| 2    | Pedro Torres         | Super Ser | 13    |
| 3    | Vicente López Carril | KAS       | 7     |

### Classifica squadre
| Pos. | Squadra        | Tempo      |
| ---- | -------------- | ---------- |
| 1    | Jollj Ceramica | 102h54'44" |
| 2    | KAS-Campagnolo | a 5'27"    |
| 3    | Super Ser      | a 12'52"   |